# Xinjiang-Konflikt
Der Xinjiang-Konflikt, Ostturkestan-Konflikt oder Sinkiang-Konflikt ist ein jahrzehntealter ethno-religiöser Konflikt zwischen der Volksrepublik China und uigurischen Separatisten im Nordwesten der Volksrepublik China. Nach der Auffassung der Uiguren ist die Region Xinjiang, die sie als ihr Heimatland sehen und als Ostturkestan bezeichnen, kein Teil Chinas und wurde 1949 von China erobert. Sie befindet sich seitdem unter chinesischer Besatzung. Nach der offiziellen Auffassung Chinas ist die amtlich als Xinjiang (neues Territorium oder, offiziell, Uigurisches Autonomes Gebiet Xinjiang) bezeichnete Region seit Jahrhunderten ein Teil Chinas. Die separatistischen Bestrebungen werden von Untergrundorganisationen getragen, deren bedeutendste die Uigurische Unabhängigkeitsbewegung ist.

## Hintergrund
Die Xinjiang-Kriege waren eine Reihe bewaffneter Konflikte, die in Xinjiang in der Republik China während des Zeitalters der Warlords und des Chinesischen Bürgerkriegs (frühes und mittleres 20. Jahrhundert) stattfanden. Die Kriege spielten auch in der Uigurischen Unabhängigkeitsbewegung eine wichtige Rolle.
Amnesty International und Human Rights Watch vermuten, dass die uigurische Aversion gegen die Unterdrückung der uigurischen Kultur manche Ausschreitungen erklären könnte, die auf ethnischer Grundlage während der Zeit der Volksrepublik China (VRC) in Xinjiang stattfanden. 
Umgekehrt glauben Han-chinesische Bewohner der Region, dass sie infolge der gegebenen Situation als Bürger zweiter Klasse behandelt und durch viele der politischen Entscheidungen der ethnischen Autonomie diskriminiert werden (siehe Autonome Verwaltungseinheiten Chinas). Ihrer Ansicht nach waren bereits frühere chinesische Dynastien vor dem Uigurischen Reich Eigentümer Xinjiangs. Unterstützer der Unabhängigkeit sehen dagegen die chinesische Herrschaft in Xinjiang und politische Positionen wie das Produktions- und Aufbaukorps Xinjiang, als chinesischen Imperialismus.

## Chronik

### Anfänge
Manche setzen den Anfang der neueren Phase des Konflikts in Xinjiang in die 1950er Jahre.
In den 1980er Jahren gab es Auflösungen von Studentendemonstrationen wie auch Ausschreitungen gegen Polizeihandeln. Die Revolte im Gemeindeverwaltungsbezirk Baren im April 1990, ein erfolgloser Aufstand, führte zu mehr als 50 Toten.

### Späte 1990er
Eine polizeiliche Verhaftung und Hinrichtung von 30 des Separatismus Verdächtigten während des Ramadan führte zu großen Demonstrationen im Februar 1997, die in den chinesischen Staatsmedien als Ausschreitungen bezeichnet wurden, aber von westlichen Beobachtern als friedlich beschrieben wurden. Diese Demonstrationen gipfelten im Zwischenfall in Gulja am 5. Februar, in welchem ein Eingreifen der Volksbefreiungsarmee (VBA) gegen die Demonstrationen zu mindestens neun, vielleicht aber auch bis zu über 100 Toten führte. Der Busbombenanschlag in Ürümqi vom 25. Februar 1997 tötete 9 und verletzte 68 Menschen. Die Lage in Xinjiang war von den späten 1990er Jahren bis Mitte 2006 relativ ruhig, auch wenn zweifellos interethnische Spannungen fortbestanden.

### 2007 bis heute
2007 machte eine Militäroperation in der Pamir-Hochebene die Welt auf den Konflikt aufmerksam. Bei der Razzia wurden 17 Personen inhaftiert und 18 getötet. Im Folgejahr folgte ein vereitelter Selbstmordattentatversuch auf einen Flug der China Southern Airlines 2008, und der Anschlag in Xinjiang 2008, der zum Tod von 16 Polizeibeamten vier Tage vor den Olympischen Sommerspielen 2008 führte.
Zu den weiteren Vorfällen zählen die Ausschreitungen in Ürümqi im Juli 2009 nach der friedlichen Demonstration der Uiguren (Nach offiziellen Angaben starben 197 Menschen, mehr als 1.600 wurden verletzt), die Unruhen in Xinjiang im September 2009 und der Bombenanschlag in Aksu 2010, der zum Verhör von 376 Menschen führte. Der Anschlag in Hotan 2011 im Juli führte zum Tod von 18 Zivilisten. Obwohl alle Angreifer Uiguren waren, waren sowohl Han-Chinesen als auch Uiguren unter den Opfern. 2011 versuchten sechs uigurische Männer ein Flugzeug nach Ürümqi zu entführen, scheiterten jedoch am Widerstand von Besatzung und Passagieren.
Am 24. April 2013 ereigneten sich Zusammenstöße zwischen Sozialarbeitern und Polizisten bei Kaschgar. Der Gewaltausbruch tötete mindestens 21 Personen, darunter 15 Polizisten und Beamte. Ein Kommunalbeamter sagte, dass die Zusammenstöße ausbrachen, nachdem drei Kommunalbeamte auffällige, mit Messern bewaffnete Männer, gemeldet hatten, die sich in einem Haus in der Großgemeinde Selibuya, außerhalb Kaschgar, versteckt hatten.
Zwei Monate später, am 26. Juni 2013, starben 27 Menschen bei Ausschreitungen in der Großgemeinde Lukqun, 17 davon durch die Aufrührer. Bei den anderen zehn Toten habe es sich um erschossene Angreifer gehandelt.

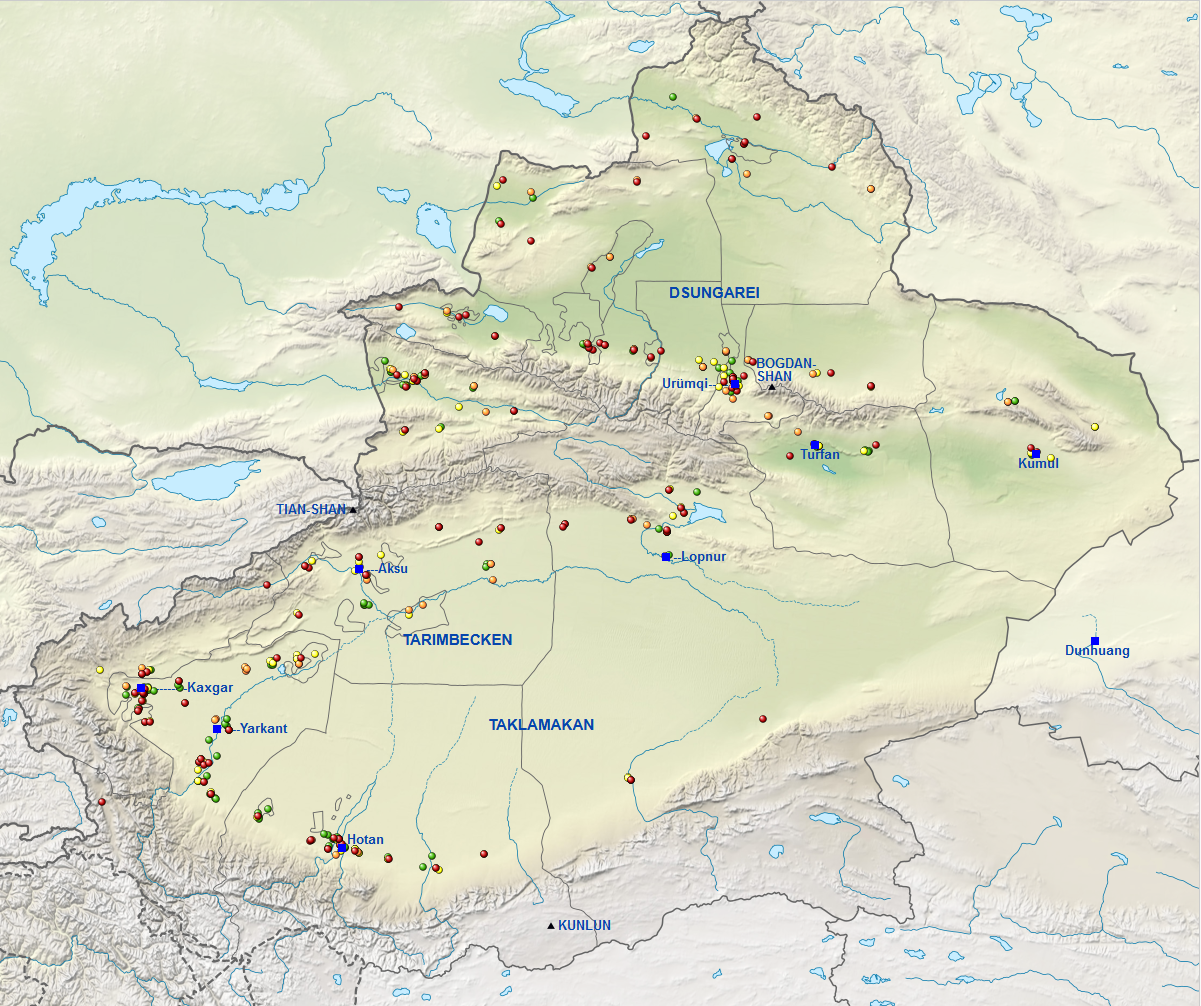
381 der mutmaßlichen Umerziehungs- und Hafteinrichtungen in Xinjiang, die seit 2017 erbaut oder erheblich erweitert wurden
(Quelle: ASPI-Studie Xinjiang Data Project vom 24. September 2020)
Legende:
- : Umerziehungseinrichtung geringer Sicherheitsstufe
- : Umerziehungseinrichtung höherer Sicherheitsstufe
- : Hafteinrichtung
- : Gefängnis mit höchsten Sicherheitsvorkehrungen
- : Umerziehungs- oder Hafteinrichtung ohne Einordnung der Sicherheitsstufe
- : Gebirge
- : Stadt
Insgesamt identifizierte das Xinjiang Data Project aufgrund von Satellitenbildern 385, ganz Xinjiang überziehende Lager, die seit 2017 neu gebaut oder ausgebaut wurden. Auch die Deutsche Welle hat mit Stand vom 17. Februar 2020 eine Karte mit den geographischen Positionen von über 40 verifizierten Internierungslagern in Xinjiang publiziert (DW Investigativ Projekt Uiguren: Umerziehungslager in China).

Mittels Umerziehungslagern und einer engmaschigen Überwachung versucht die chinesische Zentralregierung Unruhen in der Provinz zu unterbinden und die ethnische Assimilation zu vollziehen. Internationale Beobachter, wie Human Rights Watch, sprechen von massiven Menschenrechtsverletzungen. Das Bestehen derartiger Einrichtungen wurde im Oktober 2018 von der Regierung offiziell bestätigt, zugleich jedoch bestritt sie den Vorwurf dort stattfindender Misshandlungen. Ende Juni 2020 wurde erstmals über unter Zwang vollzogene Sterilisierungen und Schwangerschaftsabbrüche an Uiguren und anderen muslimischen Minderheiten in den Lagern berichtet. Eine gleichzeitig erfolgte Auswertung von chinesischen Statistiken und Regierungsdokumenten ergaben einen Rückgang der Geburtenrate in Xinjiang, diese war zwischen 2015 und 2018 im Schnitt um 24 Prozent eingebrochen, in zwei Präfekturen sogar um 84 Prozent.